# Bertha Eckstein-Diener
Pour les articles homonymes, voir Eckstein et Diener.
Bertha Eckstein-Diener, née à Vienne le 18 mars 1874 et décédée à Genève le 20 février 1948, est une auteure, journaliste, historienne féministe et intellectuelle autrichien. Ses noms de plume sont Helen Diner et Sir Galahad. Son ouvrage étudiant le matriarcat Mütter und Amazonen : ein Umriss weiblicher Reiche est le premier à s'intéresser à l'histoire culturelle des femmes.

## Biographie
Bertha Helene Diener naît dans une famille d'industriels et reçoit l'éducation de la haute bourgeoisie destinée aux futures épouses. Malgré l'opposition de ses parents, elle épouse en 1898 Friedrich Eckstein (1861-1939), chercheur indépendant et industriel viennois. Comme son mari, elle devint membre de la loge de Vienne de la Société Théosophique. Le couple Eckstein loue à Baden, en Autriche, une grande propriété qui deviendra plus tard la Villa Aichelburg (de), et où Bertha Eckstein tient un salon littéraire. Parmi ses invités, on dénombre des écrivains et intellectuels tels que Peter Altenberg, Karl Kraus, Adolf Loos ou encore Arthur Schnitzler, qui intégrera la villa et le fils du couple Eckstein née en 1899, Percy (de), à l'intrigue de sa pièce Das Weite Land (de) (1911).
En 1900, Bertha Eckstein fait la connaissance au bord du Léman d'un riche médecin, Theodor Beer, avec lequel elle entretient une liaison dès 1903. En 1904, elle quitte son mari et son fils pour entreprendre sa première série de voyages, notamment en Égypte, en Grèce et au Royaume-Uni. Elle se sépare de son mari en 1909. Theodor Beer est accusé en 1904 d'outrage aux bonnes mœurs,. À la suite de son procès, il se voit interdit d'exercer sa profession et exclu du service militaire. Il se suicide en 1919. En 1910, Bertha Diener met au monde Roger Diener, dont le père est Theodor Beer. L'enfant est placé dans une famille d'accueil et rencontre sa mère pour la première fois en 1938. Friedrich Eckstein meurt en 1939. 
Bertha Helene Diener meurt le 20 février 1948 à Genève, et laisse inachevé un ouvrage sur l'histoire culturelle anglaise.

## Carrière littéraire
Bertha Diener écrit tout d'abord sous le pseudonyme de Ahasvera. Ses œuvres les plus célèbres furent publiées sous pseudonyme de Sir Galahad, en référence au chevalier de la légende arthurienne. En plus de ses essais et romans, elle rédigea plusieurs articles pour des journaux et fut en outre la traductrice de trois ouvrages de l'écrivain américain Prentice Mulford. Entre 1914 et 1919, elle écrit Die Kegelschnitte Gottes, roman dans lequel elle dénonce la situation des femmes pendant la période du Gründerzeit. À partir de 1925, et jusqu'en 1931, elle travaille sur un essai Mütter und Amazonen, son œuvre majeure, qui porte sur l'histoire culturelle des femmes et qui s'appuie en partie sur les travaux du sociologue Johann Bachofen.

## Hommages
Bertha Eckstein-Diener est mentionnée sous son pseudonyme Helen Diner sur le socle de l'installation de l'artiste féministe Judy Chicago The Dinner Party, au niveau de la table de Virginia Woolf.
Depuis 2008, dans le troisième arrondissement de Vienne, Landstrasse, une rue porte son nom. 

### Ouvrage traduits en français
Un seul de ses ouvrages dispose d'une version française :
- Byzance : Empereurs et impératrices. L'acropole du monde. La grande Babylone. Anges et eunuques. Les bleus et les verts. Les iconoclastes. Les hérésies. Grandeur et décadence, Dardaillon et Dagniaux, Saint-denis, 1937. Traduit par Jacques Chifelle-Astier.

### Essais parus en allemand
- Im Palast des Minos, éd. Albert Langen, Munich, 1913 ;
- Die Kegelschnitte Gottes, éd. Albert Langen, Munich, 1921 ;
- Idiotenführer durch die russische Literatur. Gewidmet dem Rückgrat der Welt, éd. Albert Langen, Munich, 1925 ;
- Mütter und Amazonen. Ein Umriß weiblicher Reiche, éd. Albert Langen, Munich, 1932 ;
- Byzanz. Von Kaisern, Engeln und Eunuchen, éd. Tal, Leipzig et Vienne, 1936 ;
- Bohemund. Ein Kreuzfahrer-Roman, éd. Goten, Leipzig, 1938 ;
- Seide. Eine kleine Kulturgeschichte, éd. Goten, Leipzig, 1940 (ouvrage publié sous le nom d'Helen Diner) ;
- Der glückliche Hügel. Ein Richard-Wagner-Roman, éd. Atlantis, Zürich, 1943.